# Bremer Stadtmusikantenpreis
Der Bremer Stadtmusikantenpreis war eine Auszeichnung, die von 2009 bis 2012 jährlich in den vier Sparten Medien, Kultur, Bürgerschaftliches Engagement sowie Tourismus/Stadtmarketing vergeben wurde. Sein Name sollte an die Bremer Stadtmusikanten erinnern, deren Geschichte seit Jahrhunderten den Namen der Hansestadt Bremen in die Welt trägt.
Die Preisträger wurden jeweils von verschiedenen Bremer Institutionen ausgewählt: von Radio Bremen und dem Weserkurier für die Sparte Medien, vom Bremer Theater und dem Internationalen Kulturforum Theater Bremen e. V. für die Sparte Kultur, vom Bremer Bürgermeister für die Sparte Bürgerschaftliches Engagement sowie von der Wirtschaftsförderung Bremen und dem Verkehrsverein der Freien Hansestadt Bremen für die Sparte Tourismus und Stadtmarketing.
Geehrt wurden Persönlichkeiten und Institutionen, die Bremen mit ihrem Engagement und ihrem Schaffen überregional bekannt gemacht haben. Der Preis war undotiert. Die Preisträger erhielten seit 2010 einen Abdruck einer Zeichnung der Bremer Stadtmusikanten von Vicco von Bülow alias Loriot, der 2009 unter den ersten Preisträgern war, aber aus gesundheitlichen Gründen nicht erscheinen konnte, und der Radio Bremen daraufhin als Dank ein von ihm gezeichnetes Bild der Bremer Stadtmusikanten zukommen ließ.
Die Vergaben von 2013 und 2014 fielen "aus Termingründen" aus, 2014 bezeichnete ein Pressebericht den Preis als „irrelevant“.

## Preisträger
2009
Medien
- Vicco von Bülow alias Loriot

Kultur
- Armin Mueller-Stahl

Bürgerschaftliches Engagement
- Henning Scherf und Brigitte Boehme für den Deutschen Evangelischen Kirchentag 2009

Tourismus/Stadtmarketing 
- Werder Bremen

2010
Medien
- Sabine Postel

Kultur
- Katja Riemann

Bürgerschaftliches Engagement
- Deutsche Kammerphilharmonie Bremen

Tourismus/Stadtmarketing 
- James Rizzi

2011
Medien
- Hape Kerkeling

Kultur
- Vadim Glowna

Bürgerschaftliches Engagement
- Blaumeier-Atelier

Tourismus/Stadtmarketing 
- Gerold Wefer

2012
Medien
- Hans-Dietrich Genscher

Kultur
- Wilfried Minks

Junge Künstler
- MoKS-Theaterschule

Tourismus/Stadtmarketing 
- Mercedes-Benz-Werk Bremen

## Weblink
- Internetpräsenz der Bremer Touristik-Zentrale mit Informationen zum Bremer Stadtmusikantenpreis